# 方斑平鮋
方斑平鮋，為輻鰭魚綱鮋形目鮋亞目平鮋科的其中一種，為亞熱帶海水魚，分布於東太平洋美國加州Farallon島至墨西哥下加利福尼亞哥德洛普島海域，棲息深度18-183公尺，體長可達29公分，棲息在礁石區底層水域，卵胎生，生活習性不明。

## 文献
- Froese, R. & Pauly, D. (eds.) (2014). Sebastes hopkinsi. FishBase. Version 2014-06.